# Paliurus
A Paliurus a rózsavirágúak (Rosales) rendjébe, ezen belül a bengefélék (Rhamnaceae) családjába tartozó nemzetség.

## Rendszerezés
A nemzetségbe az alábbi 5 faj tartozik:
- Paliurus hemsleyanus Rehder
- Paliurus hirsutus Hemsl.
- Paliurus orientalis (Franch.) Hemsl.
- Paliurus ramosissimus (Lour.) Poir.
- krisztustövis (Paliurus spina-christi) Mill. - típusfaj